# Назва файлу
Ім'я файлу — рядок символів, що однозначно визначає файл в деякому просторі назв файлової системи (ФС), зазвичай званому каталогом, директорією або папкою. Імена файлів будуються за правилами, прийнятими в тій чи іншій файловій та операційній системах (ОС). Багато системи дозволяють призначати імена як звичайним файлам, так і каталогам і спеціальним об'єктам (символічним посиланням, блоковим пристроям тощо).
Ім'я файлу є частиною повного імені файлу, також званого повним або абсолютним шляхом до файлу. Повне ім'я може включати такі компоненти:
- протокол або спосіб доступу (http, ftp, file і т. ін.);
- ім'я або адреса комп'ютера, вузла мережі (wikipedia.org, 207.142.131.206, \\ MYCOMPUTER, SYS: і т. ін.);
- пристрій зберігання, диск (C:, /, SYSLIB і т. ін.);
- шлях до каталогу (/usr/bin, \TEMP, [USR.LIB.SRC] і т. ін.);
- власне ім'я файлу, яке може містити його розширення (.txt, .exe, .COM і т. ін.);
- версія або номер ревізії [уточнити].

Назва файлу необхідна для того, щоб до файлу міг звернутися користувач. В одному каталозі не може бути двох файлів з однаковими іменами (деякі файлові системи чутливі до регістру, що залишає можливість для створення файлів, імена яких відрізняються регістром символів).
Має два значення:
- повна назва файлу, що містить повний шлях до файлу з кореневого каталогу
- власне назва файлу, що позначає файл у деякій директорії

На назву файлу накладаються обмеження, що залежать від ОС та файлової системи. Ці обмеження стосуються набору символів, дозволених для використання у назві файлу, максимальної довжини назви.